# Obeliscul contelui Semion Voronțov
Obeliscul contelui Semion Voronțov este un obelisc amplasat în extravilanul orașului Vulcănești, Găgăuzia, Republica Moldova. Este un monument istoric și de artă de importanță națională inclus în Registrul monumentelor Republicii Moldova ocrotite de stat cu nr. 381 (raionul Vulcănești), cât și un monument de for public (cod GE-A-mc-003). Datează din 1849.